# 喜劇
喜劇（きげき、英: Comedy）は、人を笑わせることを主体とした演劇や映画、ラジオやテレビのドラマ作品や、それらのなかの笑いを誘うやりとりを指す。コメディとも呼称される。
ただしコメディ（Comedy）の西洋における元義は、悲劇（英: Tragedy）の対照を成した意味での演劇である（例えばギリシア悲劇に対するギリシア喜劇）。
したがって本来は必ずしも笑えるものだけを意味するとは限らない。 例えば、ダンテの『神曲』も原題は「羅: La Divina Commedia」であり、日本語で通常の直訳では「神聖な（もしくは神の）喜劇」となるが、笑えるものを意味しているわけではない。

## 関連語句

### コメディ映画
「観客を笑わせること」「観客の笑いを引き出すこと」を主目的とした喜劇映画を指す。

### コメディドラマ
「観客を笑わせること」「観客の笑いを引き出すこと」を主目的とした喜劇番組を指す。

### コメディ漫画
「読者を笑わせること」「読者の笑いを引き出すこと」を主目的とした喜劇漫画のこと。ギャグ漫画の類似ジャンルとして扱われているが、主にストーリー性に対する設定の維持・依存性の有無や、笑いの質によって区別がなされる。
おおまかに言えば、一つのストーリーが軸として存在し、登場人物の掛け合いやシチュエーションなどから生み出される面白さによって笑いを引き起こす作品は「コメディ漫画」、ストーリーはほとんど添え物でギャグや冗談のような短絡的なネタによる笑いを主軸とする作品は「ギャグ漫画」に分類される。しかし両者の間に明確な線引はなく、両者の性質を併せ持つ漫画も多く存在する。

### コメディリリーフ
映画中の緊張度の高い場面間に、笑いを誘う場面を挟む手法、あるいはその手法を担う俳優のことを指す。「コミックリリーフ」とも称される。

### コメディアン
主に、コメディを演じる俳優を指す。女性なら“コメディエンヌ”。

### ホームコメディ
ホームドラマのうちコメディ要素の多い一分野。特殊な状況を織り交ぜたもの以外は、ほとんどの場合は同義である。

### コンメディア・デッラルテ
16世紀頃にイタリアで成立した即興仮面喜劇。コメディア・デラルテとも。

### コメディアエルディータ
コメディアデラルテに対し、戯曲のある茶番劇。ローマ喜劇の手法が元になっている。

### バーレスク
主に17世紀から19世紀にかけて流行した風刺喜劇。

### 笑劇
卑俗な内容の劇。道化芝居。ファルス、ファース。

### スラップスティック・コメディ
激しい身体的動作を伴うコメディ。日本では「ドタバタ喜劇」と訳される事が多いが、厳密には異なる。単にスラップスティックとも。小林信彦の解説では、日本で「ドタバタ喜劇」と呼ばれる物はアドリブの要素が大きく、個々の演者の能力に依拠する部分が大きいのだが、「スラップスティック・コメディ映画」は綿密な構成と入念な打ち合わせや準備を要する物で、本質的に異なるという。漫画作品の場合はギャグ漫画の一種に括られることが多い。

### シチュエーション・コメディ
ストーリー性の強い長編コメディ。そもそもは、「スラップスティック」の対義語として使われるようになった言葉である。

### スケッチ・コメディー
笑いを題材にした寸劇のこと。日本では、フランス語で「スケッチ」と同意で使われる「コント」と言う言葉が定着しているため、使われることはあまりない。

### ロマンティック・コメディ
シェイクスピアの『夏の夜の夢』のような非現実的な設定を持ち、男女の恋愛を描くロマン主義的なストーリーのコメディ。

### スクリューボール・コメディ
シチュエーション・コメディの内、特に、男女が対立を繰り返しながら恋に落ちて行くというストーリー展開の、1930年代から1940年代にかけてアメリカ映画で流行したロマンティック・コメディ群を指す。

### ソフィスティケイテッド・コメディ
ロマンティック・コメディの一種で、男女の洒落た会話を中心にストーリーが展開する映画作品。

### ラブコメディ
日本における恋愛要素のからむコメディ。通称「ラブコメ」。和製英語。

### ハートフルコメディ
困難を乗り越え愛や希望を見出すコメディ。略称でもある「ハートフル」は「心からの〜」「優しさがあふれている」という意味の和製英語。
ハートフル（heartful）は英単語としては存在せず、英語圏では「hurtful」と聞こえ、「苦痛を与える」「有害な」という正反対の意味に取られるので注意が必要。また、英語圏における同等の意味としては、温まる（Warming）を加えた「ハートウォーミング（HeartWarming）」にあたる。

## 関連書籍
- 喜志哲雄『喜劇の手法笑いのしくみを探る』 集英社新書 集英社 ISBN 4-08-720331-X
- 中央大学人文科学研究所編『風習喜劇の変容』中央大学人文科学研究所研究叢書 13 ISBN 4-8057-5308-0